# 23 июня
23 июня — 174-й день года (175-й в високосные годы) по григорианскому календарю.
До конца года остаётся 191 день.
До 15 октября 1582 года — 23 июня по юлианскому календарю, с 15 октября 1582 года — 23 июня по григорианскому календарю.
В XX и XXI веках соответствует 10 июня по юлианскому календарю.

## Праздники и памятные дни
См. также: Категория:Праздники 23 июня

### Международные
- Международный Олимпийский день.
- ООН — День государственной службы Организации Объединённых Наций;
- Международный день вдов (International Widows Day).

### Национальные
- Испания — праздник Святого Хуана (кульминация — ночь на 24 июня).
- Казахстан — День полиции.
- Латвия — День Лиго.
- Люксембург — День (рождения) Великого герцога Анри.
- Молдова — День провозглашения суверенитета[2].
- Россия — День балалайки[3].
- Украина — День государственной службы.
- Эстония — День победы (Võidupüha).

### Религиозные
Православие
- память священномученика Тимофея, епископа Прусского (361—363)[7];
- обре́тение мощей святителя Василия, епископа Рязанского (1609);
- Собор Рязанских святых;
- святителя Иоанна (Максимовича), митрополита Тобольского (1715);
- Собор Сибирских святых;
- память преподобного Силуана, схимника Печерского, в Дальних пещерах (XIII—XIV);
- память мученика Александра и мученицы Антонины девы (ок. 313)[8];
- память преподобного Феофана Антиохийского (363)[9];
- память святителя Вассиана, епископа Лавдийского (409);
- память священномученика Тимофея Ульянова, пресвитера (1940);
- память преподобноисповедницы Фамари (Марджановой) (1936).
- память Агафьи Всеволодовны (с 1982 года Собор Владимирских святых, погибла 07 февраля при взятии г. Владимира ханом Батыем в 1238 году)[10].
- память Андрея Юрьевича Боголюбского (с 1982 года Собор Владимирских святых, убит в ночь с 29 на 30 июня 1174 года)[11].
- память Дмитрия Александровича (Собор Владимирских святых, умер в 1294 году)[12].

### Именины
- Католические: Ванда, Зенон, Иосиф.
- Православные: Александр, Антонина, Василий, Иван, Тимофей, Феофан.

## События
См. также: Категория:События 23 июня

### До XIX века
- 479 — убит последний южносунский император Шунь-ди, низложенный за месяц до этого военачальником Сяо Даочэном.
- 718 — состоялась битва в долине Ковадонга в испанской провинции Астурия, в которой местное ополчение во главе с Пелайо остановило продвижение арабов в Испании. Эта битва считается началом Реконкисты.
- 1305 — Франция и Фландрия заключили Атисский мир.
- 1314 — английская армия разбита при Бэннокбёрне.
- 1611 — взбунтовавшиеся моряки высадили капитана Гудзона, его сына и ещё семь человек на гребную лодку в заливе, получившем впоследствии его имя (по другим данным, 22 июня)[13][14].
- 1710 — после двухмесячной осады русская армия вошла в Выборг.
- 1724 — Российская империя и Турция в Константинополе заключили договор, по которому Россия сохраняла каспийское побережье, а Турция — Тифлис и Эривань.
- 1757 — битва при Плесси, с которой принято отсчитывать британское владычество на Индийском субконтиненте.
- 1758 — коалиционная армия германских княжеств с Пруссией во главе разбила французскую в битве при Крефельде.
- 1771 — в Испании во время корриды погиб первый матадор — Хосе Кандидо Экспозито (José Cándido Expósito).

### XIX век
- 1803 — Роберт Фултон продемонстрировал на реке Сене первое паровое судно.
- 1840 — английский парламент принял закон об объединении Верхней и Нижней Канады.
- 1845 — в России принят Манифест, ограничивающий возможности получения дворянства за заслуги (получение потомственного дворянства возможно лишь при чине не ниже 5-го класса, а не 8-го, как прежде).
- 1860 — образована Секретная служба США.
- 1865 — завершилась Гражданская война в США.
- 1868 — Кристофер Лэтем Шоулз из Висконсина запатентовал пишущую машинку. Размерами она была с большой стол, клавиатура её напоминала рояль, печатала машинка только большими буквами, причём машинистка не видела результата своей работы, поскольку бумага находилась под планшетом.
- 1888 — на празднике печатников французского города Лилля в исполнении рабочего хора впервые прозвучал «Интернационал». Песня, написанная поэтом-коммунаром Эженом Потье сразу после разгрома Парижской коммуны, спустя 17 лет была положена на музыку рабочим Пьером Дегейтером. До 1944 года «Интернационал» был гимном Советского Союза и до сих пор является гимном коммунистической партии.
- 1894 — в Париже по инициативе Пьера де Кубертена образован Международный олимпийский комитет (МОК).

### XX век
- 1917 — Первый Универсал (основной закон) принят Центральной Радой Украины, им провозглашена автономия Украины в составе России.
- 1919
  - Совнарком УССР национализировал Киевский городской музей.
  - Финский сейм принял республиканскую Конституцию.
- 1925
  - В СССР учреждены Ленинские премии.
  - Первое восхождение на высочайшую вершину Канады и вторую по высоте вершину Северной Америки гору Логан группой альпинистов, в которую входили Альберт Маккарти, Уильям Фостер, Энди Тэйлор, Норман Рид, Аллен Карп и Фредерик Лабмерт.
- 1934 — в Кремле чествовали первых героев. Орден Ленина и грамоту Героя Советского Союза № 1 получил лётчик Анатолий Ляпидевский. Вместе с ним аналогичные награды получили Василий Молоков, Николай Каманин, Сигизмунд Леваневский, Михаил Водопьянов и другие.
- 1941 — совместным постановлением СНК СССР и ЦК ВКП(б) создана Ставка Главного Командования Вооружённых Сил СССР (10 июля 1941 преобразована в Ставку Верховного Командования, а 8 августа 1941 — в Ставку Верховного Главнокомандования).

- 1944 — Великая Отечественная война. Советские войска начали операцию под кодовым названием «Багратион», в ходе которой были освобождены Белоруссия, значительная часть Литвы и восточная Польша.
- 1947 — в США принят «Антирабочий закон Тафта-Хартли». Закон сильно ограничил права профсоюзов и запрещал отдельные виды забастовок.
- 1948 — введение в обращение сепаратной западногерманской марки в Западном Берлине.
- 1956 — Гамаль Абдель Насер избран президентом Египта.
- 1957 — в Ленинграде возобновлена традиция полуденного выстрела, прерванная в 1934 году, производимая с Нарышкина бастиона Петропавловской крепости.
- 1969 — столкновение над Юхновом (Калужская область), в результате чего погибли 120 человек.
- 1972 — для сохранения валютных резервов британское правительство временно ввело плавающий курс фунта стерлингов.
- 1985 — террористы взорвали Boeing 747 компании Air India над Атлантикой, погибли 329 человек. Это крупнейший взрыв самолёта в истории и крупнейший теракт до 11 сентября.
- 1989 — в США вышел супергеройский фильм, основанный на комиксах об известном персонаже DC Comics Бэтмене.
- 1990
  - Верховный Совет Молдавской ССР принял Декларацию о государственном суверенитете республики.
  - Начало заселения Крыма татарами, возвращающимися из изгнания.
- 1991 — выпущена видеоигра Sonic the Hedgehog для платформы Sega Mega Drive (первая игра этой серии).
- 1993 — в 99-ю годовщину создания МОК в Лозанне по инициативе Хуана Антонио Самаранча основан Олимпийский музей.
- 1994 — на экраны США вышел фильм «Форрест Гамп».
- 1998 — впервые в мире произведена пересадка клетки человеческого мозга.

### XXI век
- 2004 — правительственная комиссия Японии решила разрешить клонирование человеческих эмбрионов в исследовательских целях.
- 2006 — умерла черепаха, которая принадлежала Дарвину.
- 2016 — граждане Великобритании на общенациональном референдуме проголосовали за выход королевства из Европейского союза.
- 2017 — серия терактов в Пакистане, 96 погибших.
- 2018 — 12 юных футболистов и тренер команды из Таиланда оказались заблокированы в пещере Тхамлуангнангнон. Спасательная операция длилась 18 дней, в 2022 году об этой истории был снят художественный фильм.
- 2023 — начало мятежа ЧВК «Вагнер» в России.
- 2024
  - Нападения на синагоги и церкви Дагестана, более 20 погибших.
  - Вторжение России на Украину: ракетный удар по Севастополю, 4 погибших, около 150 раненых.

## Родились
См. также: Категория:Родившиеся 23 июня

### До XIX века
- 1654 — Григорий Огинский (ум. 1709), государственный и военный деятель Великого княжества Литовского, в 1709 году великий гетман литовский.
- 1668 — Джамбаттиста Вико (ум. 1744), итальянский философ, основоположник философии истории и этнической психологии.
- 1750 — Деода де Доломьё (ум. 1801), французский геолог и минералог, в честь которого назван минерал доломит.
- 1763 — Жозефина де Богарне (ум. 1814), императрица Франции, первая жена Наполеона Бонапарта.

### XIX век
- 1824 — Карл Рейнеке (ум. 1910), немецкий пианист, композитор, дирижёр.
- 1839 — Эмилиан Адамюк (ум. 1906), учёный, один из основоположников офтальмологии в России.
- 1853 — Василий Аверкиев (ум. 1918), русский финансист и правовед, кандидат юридических наук, Керчь-Еникальский городской глава.
- 1855 — Лидия Цераская (ум. 1931), российская женщина-астроном, открывшая 219 переменных звёзд.
- 1884 — Вернер Краус (ум. 1959), немецкий актёр театра и кино.
- 1889 — Анна Ахматова (наст. фамилия Горенко; ум. 1966), русская советская поэтесса, переводчица, литературовед.
- 1894
  - Альфред Кинси (ум. 1956), американский энтомолог, зачинатель сексологии.
  - Эдуард VIII (ум. 1972), король Великобритании (в 1936), отказавшийся от трона ради возлюбленной.
- 1899 — Густав Крклец (ум. 1977), хорватский поэт, публицист, переводчик.

### XX век
- 1903 — Луи Сенье (ум. 1991), французский актёр театра и кино.
- 1906 — Вольфганг Кёппен (ум. 1996), немецкий писатель.
- 1907 — Джеймс Мид (ум. 1995), английский экономист, лауреат Нобелевской премии (1977).
- 1910 — Жан Ануй (ум. 1987), французский драматург («Путешественник без багажа», «Дикарка», «Жаворонок» и др.).
- 1911
  - Анатолий Каранович (ум. 1976), советский режиссёр-мультипликатор.
  - Николай Кузнецов (ум. 1995), генеральный конструктор авиационных и ракетных двигателей, академик АН СССР и РАН, Герой Социалистического Труда.
- 1912 — Алан Тьюринг (ум. 1954), английский математик, разработчик первых ЭВМ.
- 1916 — Эрнест Вилимовский (ум. 1997), польский и немецкий футболист.
- 1919 — Герман Гмайнер (ум. 1986), австрийский социальный педагог, первый организатор детских деревень SOS.
- 1924 — Ярослав Балик (ум. 1996), чешский кинорежиссёр и сценарист.
- 1927 — Боб Фосс (ум. 1987), американский хореограф, танцовщик и кинорежиссёр, обладатель «Оскара».
- 1929 — Анри Пуссёр (ум. 2009), бельгийский композитор, один из пионеров электронной музыки.
- 1930 — Донн Фултон Айзли (ум. 1987), пилот ВВС США, астронавт НАСА.
- 1931 — Григорий Кохан (ум. 2014), советский и украинский кинорежиссёр и сценарист.
- 1932 — Александр Федотов (погиб в 1984), заслуженный лётчик-испытатель СССР, автор 18 мировых рекордов в авиации, Герой Советского Союза.
- 1935 — Дьёрдь Карпати (ум. 2020), венгерский ватерполист, трёхкратный олимпийский чемпион.
- 1936 — Костас Симитис (ум. 2025), греческий политик, премьер-министр Греции и лидер ПАСОК в 1996—2004 годах.
- 1937 — Мартти Ахтисаари (ум. 2023), президент Финляндии в 1994—2000 годах, лауреат Нобелевской премии мира (2008).
- 1940 — Стюарт Сатклифф (ум. 1962), британский художник и музыкант, первый бас-гитарист в составе «The Beatles».
- 1943 — Джеймс Ливайн (ум. 2021), американский дирижёр.
- 1945 — Джон Гаранг (погиб в 2005), лидер Народной армии освобождения Судана (СПЛА), вице-президент Судана (в 2005).
- 1947 — Брайан Браун, австралийский актёр.
- 1948 — Михаил Айзенберг, русский поэт, эссеист, литературный критик.
- 1953 — Армен Саркисян, армянский политический и государственный деятель, дипломат, физик, президент Армении (2018—2022).
- 1957 — Фрэнсис Макдорманд, американская актриса, обладательница 3 премий «Оскар» за лучшую женскую роль.
- 1958 — Крис Холмс, американский рок-музыкант, гитарист.
- 1962 — Александр Любимов, российский журналист, президент телекомпании «ВИD», один из первых ведущих «Взгляда».
- 1963 — Элисон Букер (ум. 2010), английская журналистка, теле- и радиоведущая.
- 1964 — Лоу Юнь, китайский гимнаст, двукратный олимпийский чемпион (1984, 1988).
- 1965 — Валерий Меладзе, певец, заслуженный артист России.
- 1970 — Ян Тирсен, французский музыкант-мультиинструменталист, композитор.
- 1972
  - Сельма Блэр, американская актриса.
  - Зинедин Зидан, французский футболист и тренер, чемпион мира (1998) и Европы (2000), лучший футболист мира (1998, 2000, 2003).
- 1975 — Татьяна Лысенко, советская и украинская гимнастка, двукратная олимпийская чемпионка (1992).
- 1976 — Патрик Виейра, французский футболист и тренер сенегальского происхождения, чемпион мира (1998) и Европы (2000).
- 1980 — Мелисса Рауш, американская актриса, комедиантка, сценарист, продюсер и режиссёр.
- 1984 — Даффи, валлийская поп-певица.
- 1989 — Лиса Кэррингтон, новозеландская гребчиха на байдарках, пятикратная олимпийская чемпионка, многократная чемпионка мира.
- 1992 — Луиза Бернхем, британская актриса.
- 1995 — Данна Паола, мексиканская певица и актриса.
- 1997 — Лоусон Крауз, канадский хоккеист, чемпион мира (2023).

### XXI век
- 2004 — Александра Трусова, российская фигуристка, призёр чемпионата мира и Европы.

## Скончались
См. также: Категория:Умершие 23 июня

### До XIX века
- 479 — Шунь-ди (р. 467), 9-й и последний император Южной Сун.
- 1444 — Марк Эфесский (в миру Мануил Евгеник; р. 1392), епископ Константинопольской церкви, митрополит Эфесский, православный богослов.
- 1795 — Алексей Антропов (р. 1716), русский живописец-портретист, декоратор.

### XIX век
- 1836 — Джеймс Милль (р. 1773), английский философ, историк и экономист.
- 1843 — Мария Ленорман (р. 1772), французская гадалка и прорицательница.
- 1852 — Карл Брюллов (р. 1799), русский художник, живописец, монументалист, акварелист, рисовальщик.
- 1856 — Иван Киреевский (р. 1806), русский религиозный философ, литературный критик и публицист, один из основателей славянофильства.
- 1863 — граф Матвей Дмитриев-Мамонов (р. 1790), русский общественный деятель, литератор, участник Отечественной войны 1812 г.
- 1891
  - Вильгельм Вебер (р. 1804), немецкий физик, создатель первого телеграфа.
  - Пауль фон Шеллендорф (р. 1832), прусский генерал, военный теоретик, реформатор армии.
- 1895 — Дмитрий Ровинский (р. 1824), русский юрист, историк искусства, коллекционер, почётный член Петербургской АН и Академии художеств.

### XX век
- 1905 — Даниил Мордовцев (р. 1830), русский писатель, историк и публицист.
- 1916 — Николай Аничков (р. 1844), российский государственный деятель, действительный тайный советник, сенатор, член Госсовета.
- 1925 — Владимир Давыдов (р. 1849), актёр театра и кино, театральный режиссёр, педагог, народный артист РСФСР.
- 1941 — расстрелян НКВД Мелетий Каллистратов (р. 1896), деятель русского старообрядчества Латвии.
- 1942 — погиб Алоис Вашатко (р. 1908), чехословацкий лётчик-ас, участник битв за Францию и Британию во Второй мировой войне.
- 1956
  - Майкл Арлен (наст. имя Тигран Гуюмджян; р. 1895), английский писатель армянского происхождения.
  - Рейнгольд Глиэр (р. 1875), композитор, дирижёр, педагог, народный артист СССР.
- 1959 — Борис Виан (р. 1920), французский писатель, джазовый музыкант и певец русского происхождения.
- 1969 — Николай Рыленков (р. 1909), русский советский поэт.
- 1973 — Алексей Ляпунов (р. 1911), математик, один из основоположников кибернетики, член-корреспондент АН СССР.
- 1980
  - Одиль Версуа (при рожд. Татьяна Полякова-Байдарова; р. 1930), французская актриса русского происхождения, сестра Марины Влади.
  - Александр Тышлер (р. 1898), советский живописец, график, театральный художник и скульптор.
- 1981 — Цара Леандер (р. 1907), шведская и немецкая киноактриса и певица.
- 1995
  - Моррис Коэн (р. 1910), советский разведчик американского происхождения, Герой России (1995, посмертно).
  - Джонас Солк (р. 1914), американский вирусолог, разработчик вакцин против полиомиелита.
  - Анатолий Тарасов (р. 1918), советский хоккеист, футболист и тренер.
- 1996 — Салах Абу Сейф (р. 1915), египетский кинорежиссёр.
- 1998 — Морин О’Салливан (р. 1911), ирландская и американская киноактриса, звезда Голливуда.

### XXI век
- 2003 — Александр Сидельников (р. 1950), советский хоккейный вратарь, олимпийский чемпион (1976), чемпион мира и Европы (1973, 1974).
- 2004 — Владо Байич (р. 1915), югославский военачальник, Народный герой Югославии.
- 2009 — Мануэль Саваль (р. 1956), мексиканский актёр театра кино и сериалов.
- 2010 — Павел Любимов (р. 1938), советский и российский кинорежиссёр, сценарист, переводчик.
- 2011 — Питер Фальк (р. 1927), американский актёр (лейтенант Коломбо в телесериале «Коломбо»), продюсер, режиссёр, сценарист, лауреат «Золотого глобуса» и пяти премий «Эмми».
- 2013 — Арлен Ильин (р. 1932), советский и российский математик, академик РАН, профессор.
- 2019 — Андрей Харитонов (р. 1959), советский, украинский и российский актёр театра и кино, кинорежиссёр, сценарист.
- 2020
  - Артур Кивни (р. 1951), ирландский и британский учёный-антиковед.
  - Николай Фадеечев (р. 1933), артист балета, педагог, народный артист СССР.
- 2021 — Виктор Балашов (р. 1924), советский и российский радио- и теледиктор, телеведущий, народный артист России.
- 2022 — Юрий Шатунов (р. 1973), советский и российский певец. Бывший солист группы «Ласковый май».
- 2024
  - Михаэль Краузе (р. 1946), немецкий хоккеист (хоккей на траве), нападающий. Олимпийский чемпион (1972).
  - Рашит Шакуров (р. 1937), советский, российский, башкирский учёный-тюрколог, топонимист, поэт, публицист, общественный деятель. Народный поэт Республики Башкортостан (2021). Доктор филологических наук (1998), профессор (2012), Заслуженный деятель науки Республики Башкортостан (1997).
- 2025 — Мик Ральфс (р. 1944), британский и английский гитарист, автор песен, который был одним из основателей рок-групп Mott the Hoople и Bad Company.

## Приметы
- Тимофей Знаменитый. Тимофей-мышьеписк. Считается тяжёлым днём.
- На священномученика Тимофея к голодному году крестьянам виделись разные знамения: то по гумнам бегают вереницами мыши, то стадами волки бродят, то вороны летят из-за лесов, что и свету божьего не видно, то земля жалобно стонет и так далее.
- Тимофеевские знамения грозой грозят.
- Счастливо то село, где ни одному человеку ничего не привидится в этот тяжёлый день!
- Коли на Тимофея стоит засуха, то в этот день добра не жди[15].